# Diocesi di Bismarck
La diocesi di Bismarck (in latino Dioecesis Bismarckiensis) è una sede della Chiesa cattolica negli Stati Uniti d'America suffraganea dell'arcidiocesi di Saint Paul e Minneapolis. Nel 2022 contava 62.960 battezzati su 352.117 abitanti. È retta dal vescovo David Dennis Kagan.

## Territorio
La diocesi comprende 23 contee nella parte occidentale dello stato americano del Dakota del Nord: Adams, Billings, Bowman, Burke, Burleigh, Divide, Dunn, Emmons, Golden Valley, Grant, Hettinger, McKenzie, McLean, Mercer, Morton, Mountrail, Oliver, Renville, Sioux, Slope, Stark, Ward e Williams.
Sede vescovile è la città di Bismarck, dove si trova la cattedrale dello Spirito Santo (Cathedral of the Holy Spirit).
Il territorio si estende su 88.754 km² ed è suddiviso in 97 parrocchie.

## Storia
La diocesi è stata eretta il 31 dicembre 1909, ricavandone il territorio dalla diocesi di Fargo.
Il 13 gennaio 2018 in forza del decreto Quo aptius della Congregazione per i vescovi ha acquisito la parrocchia di Lansford, che precedentemente apparteneva alla diocesi di Fargo.

## Cronotassi dei vescovi
Si omettono i periodi di sede vacante non superiori ai 2 anni o non storicamente accertati.
- John Baptist Vincent de Paul Wehrle, O.S.B. † (9 aprile 1910 - 11 dicembre 1939 dimesso[2])
- Vincent James Ryan † (19 marzo 1940 - 10 novembre 1951 deceduto)
- Lambert Anthony Hoch † (23 gennaio 1952 - 27 novembre 1956 nominato vescovo di Sioux Falls)
- Hilary Baumann Hacker † (29 dicembre 1956 - 28 giugno 1982 dimesso)
- John Francis Kinney † (28 giugno 1982 - 9 maggio 1995 nominato vescovo di Saint Cloud)
- Paul Albert Zipfel † (31 dicembre 1996 - 19 ottobre 2011 ritirato)
- David Dennis Kagan, dal 19 ottobre 2011

## Statistiche
La diocesi nel 2022 su una popolazione di 352.117 persone contava 62.960 battezzati, corrispondenti al 17,9% del totale.
| anno | popolazione | popolazione | popolazione | presbiteri | presbiteri | presbiteri | presbiteri                | diaconi | religiosi | religiosi | parrocchie |
| anno | battezzati  | totale      | %           | numero     | secolari   | regolari   | battezzati per presbitero | diaconi | uomini    | donne     | parrocchie |
| ---- | ----------- | ----------- | ----------- | ---------- | ---------- | ---------- | ------------------------- | ------- | --------- | --------- | ---------- |
| 1950 | 50.321      | 233.062     | 21,6        | 163        | 81         | 82         | 308                       |         | 56        | 213       | 144        |
| 1959 | 62.972      | 243.794     | 25,8        | 155        | 93         | 62         | 406                       |         | 71        | 248       | 136        |
| 1966 | 75.838      | 245.698     | 30,9        | 166        | 102        | 64         | 456                       |         | 77        | 290       | 132        |
| 1970 | 74.404      | 245.698     | 30,3        | 152        | 92         | 60         | 489                       |         | 79        | 420       | 87         |
| 1976 | 73.744      | 244.777     | 30,1        | 129        | 79         | 50         | 571                       |         | 81        | 346       | 77         |
| 1980 | 76.817      | 249.000     | 30,9        | 137        | 75         | 62         | 560                       |         | 87        | 298       | 73         |
| 1990 | 71.328      | 273.278     | 26,1        | 118        | 78         | 40         | 604                       | 40      | 64        | 203       | 69         |
| 1999 | 66.763      | 253.552     | 26,3        | 95         | 67         | 28         | 702                       | 56      | 21        | 153       | 62         |
| 2000 | 67.559      | 253.552     | 26,6        | 95         | 66         | 29         | 711                       | 59      | 50        | 149       | 100        |
| 2001 | 68.484      | 254.426     | 26,9        | 97         | 70         | 27         | 706                       | 59      | 53        | 142       | 100        |
| 2002 | 67.416      | 254.426     | 26,5        | 96         | 69         | 27         | 702                       | 63      | 51        | 140       | 100        |
| 2003 | 61.378      | 254.426     | 24,1        | 98         | 70         | 28         | 626                       | 66      | 56        | 138       | 100        |
| 2004 | 64.245      | 259.479     | 24,8        | 96         | 68         | 28         | 669                       | 68      | 54        | 129       | 100        |
| 2006 | 62.898      | 261.000     | 24,1        | 97         | 70         | 27         | 648                       | 72      | 50        | 122       | 62         |
| 2010 | 65.284      | 270.000     | 24,2        | 98         | 66         | 32         | 666                       | 77      | 52        | 95        | 99         |
| 2012 | 66.200      | 274.100     | 24,2        | 95         | 73         | 22         | 696                       | 79      | 42        | 78        | 98         |
| 2015 | 59.130      | 315.292     | 18,8        | 92         | 69         | 23         | 642                       | 81      | 41        | 86        | 98         |
| 2018 | 60.342      | 337.606     | 17,9        | 83         | 64         | 19         | 727                       | 78      | 38        | 75        | 97         |
| 2020 | 60.192      | 336.520     | 17,9        | 75         | 63         | 12         | 802                       | 84      | 33        | 73        | 97         |
| 2022 | 62.960      | 352.117     | 17,9        | 76         | 67         | 9          | 828                       | 88      | 28        | 60        | 97         |